# Гратче (језеро)
Гратче је вештачко језеро које се налази у подножју планине Осогово, Северна Македонија.

## Карактеристике
Изграђено је 1959. године у некадашњем селу Доње Граче. Налази се у подножју Осова. Од Кочана је удаљено шест километара.
Брана је саграђена од армираног бетона. Висока је 46 метара. Дужина зида бране је 150 метара и налази се на надморској висини од 467 метара.
Језеро је дугачко 3,5 километара и ширине 0.2 километра. Највећа дубином језера је 29 метара.
Површина резервоара износи 0,19 метара квадратних у које се акумулира вода са 2,4 милиона метара кубна. Вода се користи у индустријске сврхе и за наводњавање 576 хектара обрадивог земљишта у Кочанској области.

## Предео
Језеро се може заобићи планинским стазама, пошто је дугачко само три километра. На планини надомак језера постоји видиковац са кога види водопад.
У близини се налази и споменик „Мактеон“. Са друге стране језера налази се црква Светог Пантелејмона.
На северној страни језера налази се археолошко налазиште „Доње Градиште“.

## Пројекат
Пројекат треба јавности да представи природно благо у подножју планине Осогово и Кочани реке која се улива у језеро.
Циљ пројекта је остварити јединствени поглед на водопад око кога ће бити постављене клупе и корпе за отпатке. Пројекат за циљ има прављење излетишта које би се користило за рекреацију, планинарење и планински бициклизам.
Пројекат је одобрен преко Програма за заштиту природе у Македонији а уз подршку Швајцарске агенције за развој и сарадњу.